# Horst Köppel
Horst Köppel (nacido el 17 de mayo de 1948) es un exfutbolista alemán que se desempeñaba como centrocampista.
Horst Köppel jugó 11 veces y marcó 2 goles para la selección de fútbol de Alemania entre 1968 y 1973.

## Trayectoria

### Clubes
| Club                     | País     | Año         |
| ------------------------ | -------- | ----------- |
| VfB Stuttgart            | Alemania | 1966 - 1968 |
| Borussia Mönchengladbach | Alemania | 1968 - 1971 |
| VfB Stuttgart            | Alemania | 1971 - 1973 |
| Borussia Mönchengladbach | Alemania | 1973 - 1979 |
| Vancouver Whitecaps      | Canadá   | 1976        |
| Vancouver Whitecaps      | Canadá   | 1977        |
| 1. FC Viersen            | Alemania | 1979 - 1981 |

### Selección nacional
| Selección | País     | Año         |
| --------- | -------- | ----------- |
| Absoluta  | Alemania | 1968 - 1973 |

## Estadística de equipo nacional
| Selección de fútbol de Alemania | Selección de fútbol de Alemania | Selección de fútbol de Alemania |
| Año                             | Partidos                        | Goles                           |
| ------------------------------- | ------------------------------- | ------------------------------- |
| 1968                            | 3                               | 0                               |
| 1969                            | 0                               | 0                               |
| 1970                            | 0                               | 0                               |
| 1971                            | 6                               | 2                               |
| 1972                            | 0                               | 0                               |
| 1973                            | 2                               | 0                               |
| Total                           | 11                              | 2                               |